# Ki-Adi-Mundi
Ki-Adi-Mundi (Y. e. 92 – Y. e. 19) a Csillagok háborúja című film egyik szereplője, Mace Windu és Yoda után a Jedi Tanács legtiszteltebb tagja. Kánonból 3 filmben és 2 sorozatban szerepelt 
A Cerean fajból származik, melynek jellegzetessége az elnyúlt fej, amiben két agy működik. Ki-Adi-Mundival kétszer kivételeztek élete során: ő volt az első, aki nem Jedi Mester volt, amikor a Jedi Tanács tagjává választották és mivel a Cerean faj a kihalás szélén állt, a Rend engedélyezte, hogy folytassa a hagyományos többnejű életmódot. Négy felesége és hét gyermeke volt.
Szereplése:
- Star Wars I. rész – Baljós árnyak (Legendák/Kánon)
- Star Wars II. rész – A klónok támadása (Legendák/Kánon)
- Csillagok háborúja: Klónok háborúja (Legendák)
- Star Wars III. rész – A Sith-ek bosszúja (Legendák/Kánon)
- Star Wars: A klónok háborúja (Legendák/Kánon)
- Star Wars: Históriák (Kánon)
- Az akolitus (Kánon)

## Története
„A gróf idealista politikus, nem gyilkos!”

– Ki-Adi-Mundi

Ki-Adi-Mundi (Y. e. 920 – Y. e. 19) minden bizonnyal a harmadik legfontosabb tanácstag volt a Köztársaság utolsó éveiben Yoda és Mace Windu mögött. Pedig csak nem sokkal az első rész történései előtt választották meg a tanácstagi tisztségre, méghozzá úgy, hogy nem volt jedi mester. Előzőleg ilyen soha nem fordult elő. Mundival tettek egy másik kivételt is: mivel a cereai faj a kihalás szélére került, a Rend megengedte, hogy házasodhasson és gyerekeket nemzzen. Így a cereainak négy felesége és hét gyereke volt. A Cerea bolygó romlatlan paradicsomi világából jött, előtte a bűnt, a rosszat nem ismerte, így az évek során döbbent rá a fájdalmas valóságra. A cereaiknak hosszúkás fejük van, melyben két agy található, ezért Ki-Adi-Mundi intelligenciája igen magas.
Mundinak fiatalon több küldetése akadt, mielőtt a tanácsban felváltotta volna Micah Giett helyét. Többször megfordult a Tatuin bolygón, ahol felfedezte a Kereskedelmi Szövetség háborús terveire utaló nyomokat, de kezdeni nem tudott semmit velük. Konfliktusba került Jabbával és Ephant Monnal is, mielőtt visszatért volna Coruscantra. Később már újdonsült padawanjával (tanítványával), A'Sharad Hettel térhetett vissza ide. Ezután Mundi nem igazán járt küldetéseken, általában a Tanácsban kapott meghatározó szerepeket, valamint a Jedik képviselője volt a politikában, mert ehhez megvolt a tudása.
Az egyre növekvő szeparatista fenyegetéssel a Köztársaság nem tudott mihez kezdeni. Több szenátor ellen intéztek el merényletet, Padmé Amidala szenátornő ellen is, aki azonban életben maradt, a dublőre halt meg helyette. Padmé rögtön Dookut vádolta a merényletkor, ám a Jedik küldöttségének egyik tagja, Ki-Adi-Mundi megcáfolta a nabooi hölgy szavait, mondván nem gyilkos, hanem idealista politikus a gróf. Mundi azonban tévedett. Obi-Wan Kenobi döntő bizonyítékokat talált a Geonosis bolygón, Dooku gróf maga köré gyűjtötte a kapzsi szenátorokat és kereskedelmi vezetőket. Obi-Want elfogták, a megmentésére igyekvő Anakin Skywalkerrel és Padmé szenátornővel együtt. A Jedik megmentésükre indultak, míg Palpatine elrendelte a klón hadsereg felállítását, amely később szintén hadba vonult.
Mintegy kétszáz Jedi lovag – padawanok, lovagok és mesterek vegyesen – támadt a geonosisi Petranaki arénában a három kémkedéssel vádolt fogoly kiszabadítása végett az ott gyülekező szeparatista vezérkar hadaira; a több ezer harci droid azonban kifogott rajtuk. Csak tízegynéhányan maradtak életben. Mundi mocskosan-véresen harcolt Plo Koon mellett, ám meg kellett adniuk magukat. A droidok szépen a megmaradt Jedikhez lökték őket. Yoda mester azonban megérkezett a klónokkal és újabb harc vette kezdetét. A túlélőket kimentették, Ki-Adi-Mundi nem sokkal később egy saját klónszázadot kapott, amely a droidseregekkel küzdött. Mundi inkább taktikus volt, így százada szinte veszteség nélkül tudott győzni. Ám sajnos kitört a háború.
Első küldetése Alligán volt, ám ott csak néhány napig tartózkodott, a köztársaságiaknak meggyűlt a baja a holwuff védelmi rendszerrel, Mundit viszont máshova hívta a kötelesség: többedmagával kellett a Hyporin egy hatalmas droidgyárat megsemmisítenie, ám az Intergalaktikus Bank Klán legújabb kísérletének eredménye, Grievous tábornok rajtuk ütött. Mundiék csapdába kerültek. A csatát csak Mundi, Aayla Secura és Shaak Tii élte túl, minden más Jedi meghalt, még cereai fajtársa, Tarr Seirr is. (Csillagok háborúja: Klónok háborúja 20-21. rész)
Egy évvel később ő és Bultar Swan különleges küldetést kapott, be kellett hatolni egy Társasági Szövetséges bázisba az Aaargonaron. Az aargonari tudatlan őslakosok szörnyűségekről beszéltek és ez valóban így is volt. A koorivari cég az aargonariakat kísérletükhöz felhasználta és élve főzték meg őket egy új gén előállításához. Olyan koorivari harcosokat akartak készíteni, akikre nem hat az Erő (mivel az aargonarik ilyenek voltak). Mundi és Swan megakadályozta ezt, és felrobbantották a bázist. Az aargonarik ünnepeltek és Mundit királyukká koronázták és követték parancsát. Mundi összeszervezett belőlük egy ütőképes haderőt a bolygón és támadást indítottak a szeparatista állomásozó haderők és droidgyárak ellen. Ennek következtében Aargonar felszabadult.
Részt vett a rendkívül véres második geonosisi csatában, amelynek során lerombolták a Kicsi Poggle erődszerű, a droidok mellett egy új fejlesztésű tank-szuperfegyvert készítő gyárait is. Érdekesség, hogy ő nyerte meg az Anakin Skywalker és Ahsoka Tano közt folyó droidirtó versenyt (a két Jedi azon versenyzett, ki semmisített meg több droidot az ütközetben. Meglepetésükre kiderült, egyikük sem nyert, mert Mundi mester végzett a legtöbb droiddal).
20 BBY-ben a háború hazája felé sodorta: Cereát szintén szeparatisták támadták meg, élükön a Kereskedőtestülettel és a Gossam Kommandóval. Véres harcok árán, bár Mundi megszabadította a bolygót a droidoktól és a gossamoktól, ám családja a mészárlásban elpusztult, gyerekeit mind megölték. Mundi nem feledkezett meg a Jedi Kódexről és gyászát nem mutatta ki, magában siratott, majd visszatért a háborúba.
Utolsó küldetésként kapta a távoli fagyos Mygeeto bolygót, ám közben egy időre Anakin Skywalker mestere is volt, mikor rövid időre azt hitték, hogy Obi-Wan meghalt a jabiimi küldetésén. A Mygeeton az IBK droidjai ellen harcolt, klóntársa Bacara volt. A muun szakadárok azonban könnyebb falatnak bizonyultak, mint például Grievous. Mygeeto már kezdett felszabadulni, ám a Kereskedelmi Szövetség beleavatkozott a végkimenetelbe, így állóháború alakult ki.
Bár küldetései a Mygeeton voltak, a háború utolsó napjaiban részt vett a Tanács gyűlésein, legalábbis holoképmásban. Többször szavazott, majd meg volt győződve arról, hogy Grievous tábornok halála után a főkancellár lemond teljhatalmáról. Tévedett. Palpatineról közben kiderült, nem más mint Darth Sidious, a Sith Nagyúr. Mace Windu és a másik három Jedi-mester nem bírt Palpatine-nal. Anakin áttért a Sötét Oldalra, elősegítette Windu bukását. Palpatine császár első bosszúját a Jediken aratta le: életbe lépett a 66-os parancs.
Ki-Adi-Mundi épp a hadszíntéren vezette csapatait. Klónjait buzdította, "előre". Ám a klónjai megálltak és ráfogták a fegyvert. Mundi azonnal felfogta a helyzetet, és megdöbbenve megcsóválta a fejét, alig tudván elhinni, hogy rendjét elárulták. Az első két lövést ki tudta védeni, ám utána cafatokká lőtték a sugárlövedékek, és a nagy múltú Jedi-mester elterült a klón- és droidtetemek között a hideg, havas földön.

## Jelleme
A Cerean faj egyik előnye a többivel szemben az, hogy a hosszúkás fejében két agy található, ami nagyon észszerű gondolkodást és különleges érzékeket eredményez. Gyorsan gondolkodott és hozott döntéseket, ami egyik oka lehetett annak, hogy a Tanács tagja lett és ellenállást tudott tanúsítani a 66-os parancs kiadására.
Ki-Adi-Mundi mindig türelmes és nyugodt természetű volt. Sosem gondolta azt, hogy egy probléma megoldhatatlan, sőt, a megoldás mindig kézenfekvő.

## Megjelenés
Filmen Silas Carson alakította, magyar hangja Dobránszky Zoltán volt.

## Külső hivatkozások
- Ki-Adi-Mundi (magyar nyelven). starwars.fandom.com
- Ki-Adi-Mundi (angol nyelven). starwars.com